# Franz Allerkamp

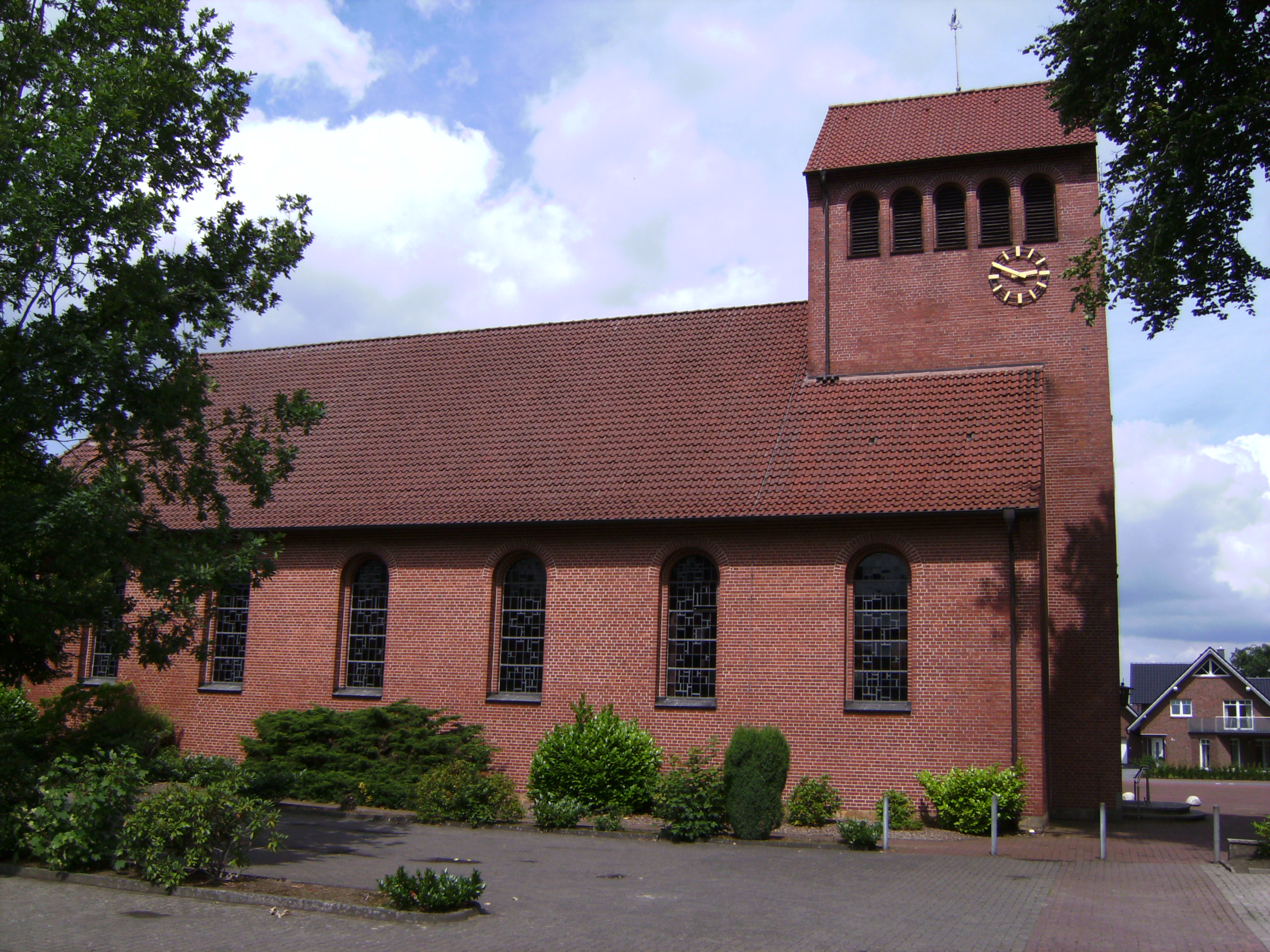
Katholische Kirche St. Mariä Himmelfahrt in Eggermühlen

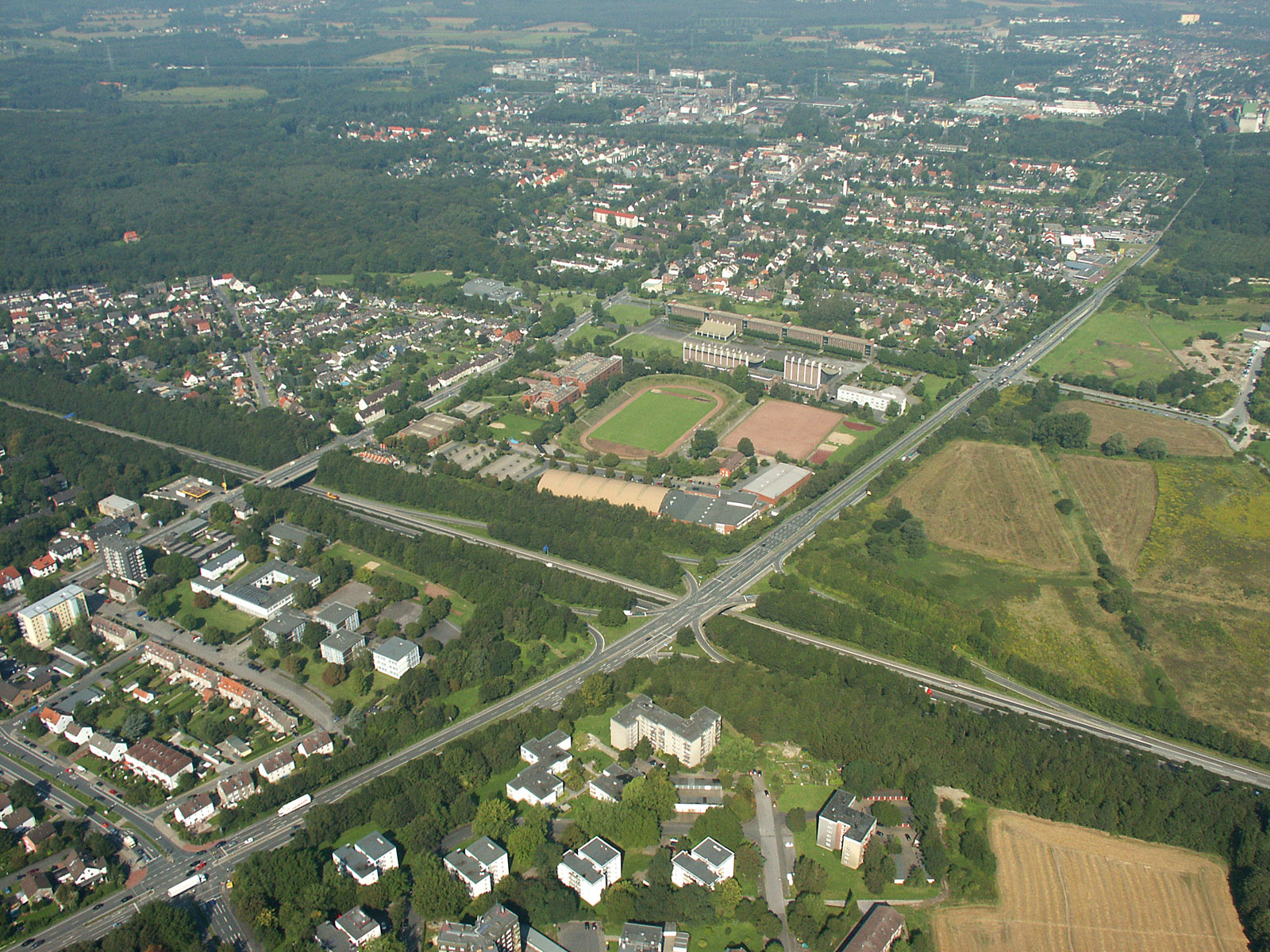
Luftbildaufnahme des Stadtmittelpunktes in Castrop-Rauxel, unten links im Bild der Pavillonkomplex des Ernst-Barlach-Gymnasiums

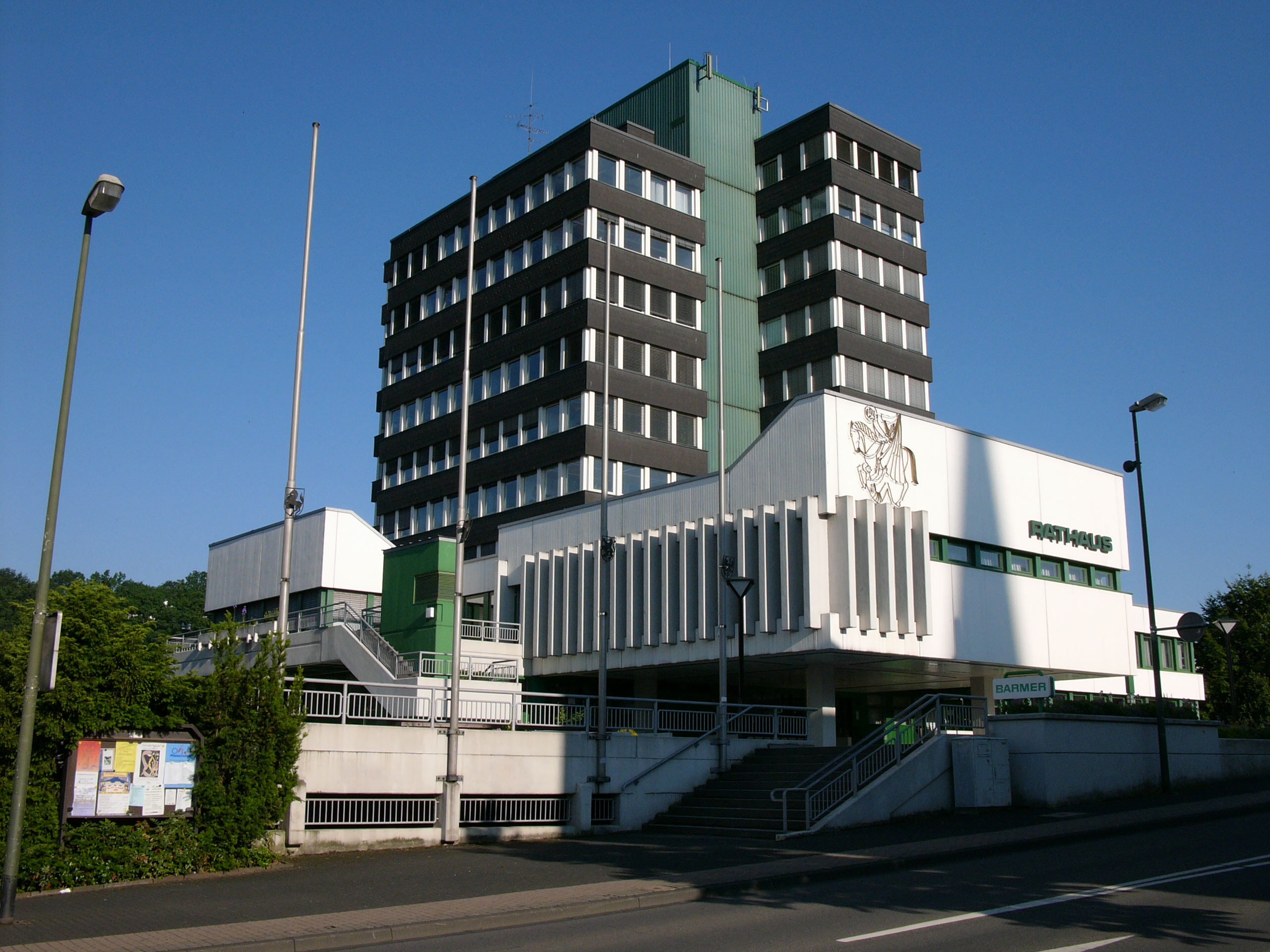
Rathaus Olpe (1978)

Franz Allerkamp war ein deutscher Architekt der Nachkriegsmoderne.

## Tätigkeit
Allerkamp wurde als Sohn einer alteingesessenen Familie in Brakel geboren; nach dem Studium an der Technischen Hochschule Hannover gründete er dort um 1930 ein Architekturbüro. Nach dem Zweiten Weltkrieg arbeitete er zunächst in Paderborn, ab 1950 bestand das Büro in Essen.
Schwerpunkt seiner Tätigkeit waren Schulgebäude, die er seit Anfang der 1960er Jahre unter Mitarbeit seines Sohnes Rolf Allerkamp entwarf. Das Büro wurde seit 1998 in dritter Generation weitergeführt und 2013 insolvent.

## Bauten und Entwürfe (unvollständig)
- 1951–1952: Hauptgebäude der MAN-Ferrostaal AG in Essen, Huyssenallee (mit Eduard von der Lippe, 2016 abgerissen)[2]
- 1954: katholische Kirche St. Mariä Himmelfahrt in Eggermühlen[3] ⊙
- 1954: Kreisberufsschule in Rheda-Wiedenbrück[4]
- um 1959: Bettentrakt für das St. Vincenz-Krankenhaus Paderborn[5]
- 1959: Entwurf einer Festhalle in Bünde[6]
- 1959: Wohnbebauung für die Ravensberger Heimstätte in Sennestadt
- 1960–1961: Ernst-Barlach-Gymnasium in Castrop-Rauxel ⊙
- 1960–1962: Stadttheater Herford ⊙
- 1961: Reihenhaussiedlung Kardinal-Jaeger-Straße in Paderborn[7] ⊙
- 1965–1966: Hauptschule Silixen-Kükenbruch (mit Rolf Allerkamp)[8] ⊙
- 1964–1966: Realschule Broich in Mülheim an der Ruhr (mit Rolf Allerkamp)[8]
- 1965: Stadthalle in Kleve[9] ⊙
- 1965–1968: Gemeinschaftsschule in Herdecke (mit Rolf Allerkamp)[8]
- 1966–1968: Realschule Olpe-Drolshagen (2022 abgerissen)[10]
- 1968: Gymnasium und Sporthalle in Brackwede[8]
- 1969: Gymnasium Antonianum Geseke[11] ⊙
- 1974–1977: Stadtsparkasse in Werne[12] ⊙
- 1978: Rathaus Olpe (abrissgefährdet)[13] ⊙